# Saya Kamitani
Saya Kamitani (上谷沙弥, Kamitani Saya, nascida em 28 de novembro de 1996) é uma lutadora profissional e ex-idol japonesa. Ela trabalha atualmente para a World Wonder Ring Stardom, onde é a atual detentora do World of Stardom Championship em seu primeiro reinado e membro do grupo H.A.T.E.
Kamitani conquistou uma vez o Wonder of Stardomship, uma vez o High Speed Championship, duas vezes o Goddesses of Stardom Championship e foi vencedora do Torneio Cinderella de 2021. Ela também liderou brevemente o grupo Queen's Quest entre junho e julho de 2024.

## Início de vida
Kamitani teve alguns papéis como dançarina de apoio em 2014. Ela passou na audição para se tornar membro do grupo idol AKB48, no entanto, de acordo com o site do grupo, ela nunca foi listada como membro fixo.

## Carreira na luta livre profissional

### World Wonder Ring Stardom (2018–presente)

#### Início de carreira (2018–2020)

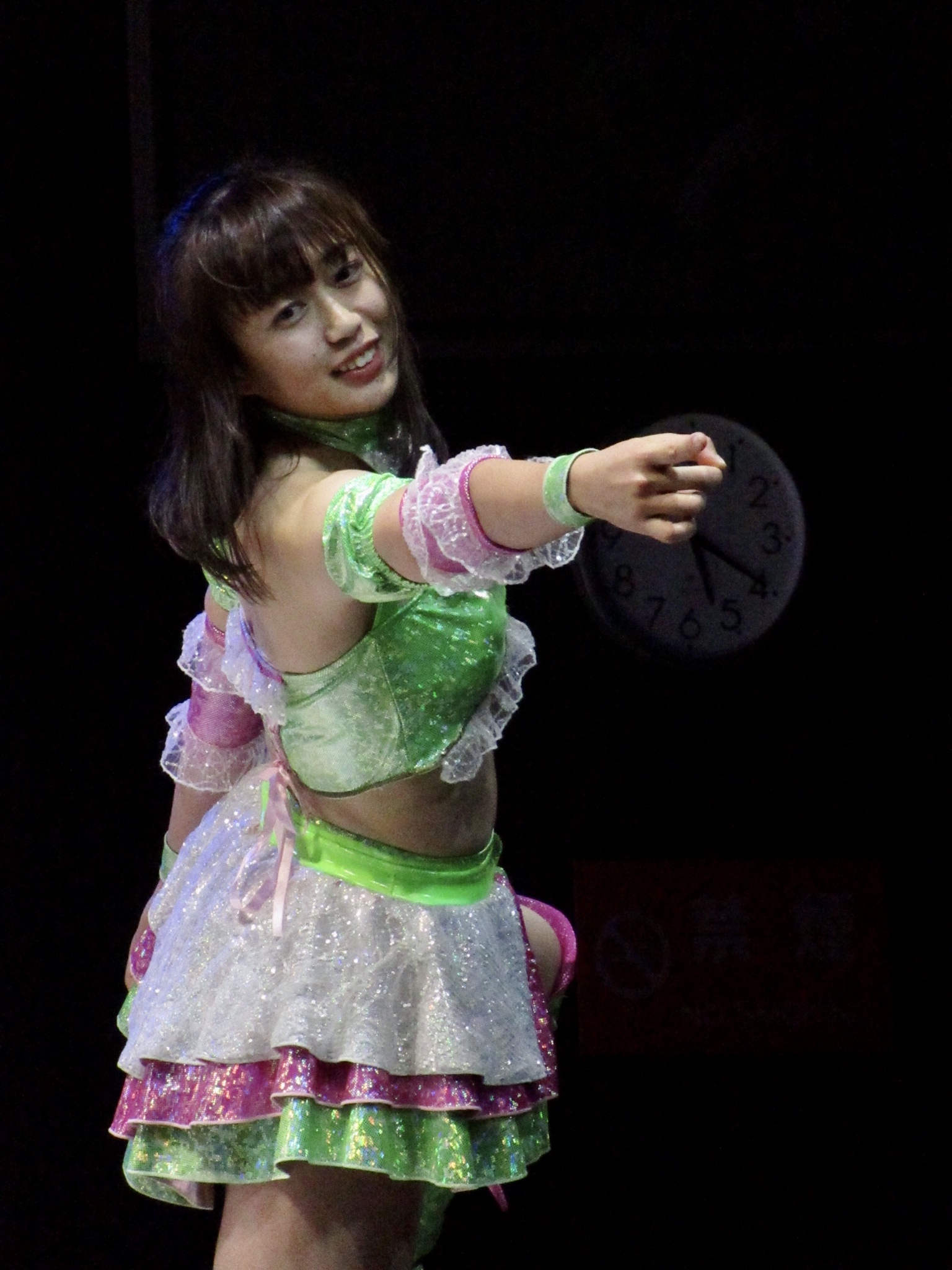
Kamitani em outubro de 2019.

Kamitani estreou na World Wonder Ring Stardom em um papel não relacionado à luta, como parte do Stardom Idols, um grupo de dança e canto. Embora o Stardom Idols tenha sido de curta duração, Kamitani passou no teste de wrestling da Stardom em 10 de julho de 2019.
Kamitani fez sua estreia no wrestling em 10 de agosto de 2019, no Korakuen Hall, onde desafiou Momo Watanabe, mas não obteve sucesso. Em 18 de agosto, Kamitani conquistou sua primeira vitória ao formar uma equipe com Rina para derrotar o Queen's Quest (Hina e Leo Onozaki). Kamitani competiu no Goddesses of Stardom Tag League de 2019 ao lado de Saya Iida, formando a dupla 3838 Tag. Em 8 de dezembro, Kamitani venceu o Torneio Rookie of Stardom de 2019 ao derrotar Saya Iida na final. No início de 2020, Kamitani passou a lutar com frequência ao lado de membros do Stars.

#### Queen's Quest (2020–2024)

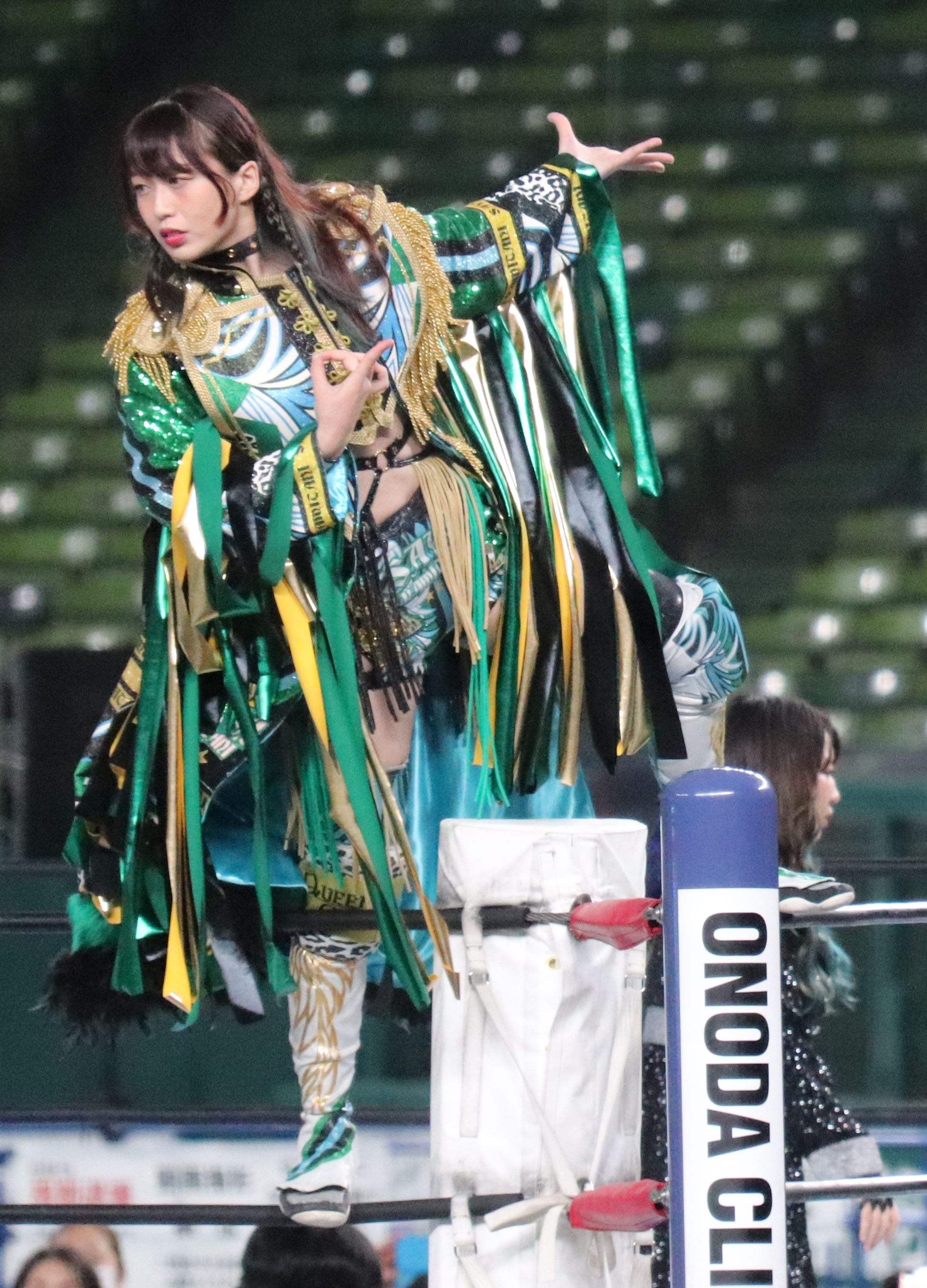
Kamitani em setembro de 2021.

Em 16 de fevereiro de 2020, Kamitani se juntou ao Queen's Quest após uma derrota para Utami Hayashishita. Em 17 de julho, Kamitani perdeu em uma luta triple threat contra Saya Iida e Maika pelo Future of Stardom Championship. No Torneio Cinderella de 2020, em 29 de abril, Kamitani foi eliminada na primeira rodada por Natsuko Tora. Em 26 de julho, Kamitani e Utami Hayashishita venceram o vago Goddesses of Stardom Championship após derrotarem a Tokyo Cyber Squad (Jungle Kyona e Konami). No Yokohama Cinderella 2020, em 3 de outubro, Kamitani e Hayashishita fizeram sua primeira defesa bem-sucedida do título ao derrotarem Donna Del Mondo (Himeka e Maika). Kamitani e Hayashishita competiram juntas no Goddesses of Stardom Tag League de 2020 como AphrOditE, nome que continuariam a usar como equipe. No Osaka Dream Cinderella 2020, em 20 de dezembro, Kamitani lutou sem sucesso pelo Future of Stardom Championship em uma luta triple threat contra Maika e Saya Iida. Em 26 de dezembro, AphrOditE perdeu o Goddesses of Stardom Championship para a Oedo Tai (Bea Priestley e Konami), encerrando seu reinado após 153 dias.
No All Star Dream Cinderella, em 3 de março, Kamitani teve sua primeira luta pelo World of Stardom Championship, mas foi derrotada por Utami Hayashishita. Kamitani venceu o Torneio Cinderella de 2021 ao derrotar Maika na final. No Yokohama Dream Cinderella 2021 in Summer, em 4 de julho, Kamitani desafiou Tam Nakano pelo Wonder of Stardom Championship, mas não teve sucesso. Kamitani competiu no bloco Blue Stars do 5Star Grand Prix de 2021, que ocorreu de 31 de julho a 25 de setembro. Ela marcou um total de 11 pontos, o que não foi suficiente para avançar à final. No 10th Anniversary Grand Finale Osaka Dream Cinderella, em 9 de outubro, Kamitani, AZM e Momo Watanabe desafiaram sem sucesso a MaiHimePoi pelo Artist of Stardom Championship. AphrOditE competiu no bloco Red Goddess do Goddesses of Stardom Tag League de 2021, onde marcaram sete pontos. No Tokyo Super Wars, em 27 de novembro, Kamitani tornou-se a principal candidata ao Wonder of Stardom Championship ao derrotar Himeka e Natsupoi em uma luta triple threat. No Dream Queendom, em 29 de dezembro, Kamitani conquistou o Wonder of Stardom Championship ao derrotar Tam Nakano.

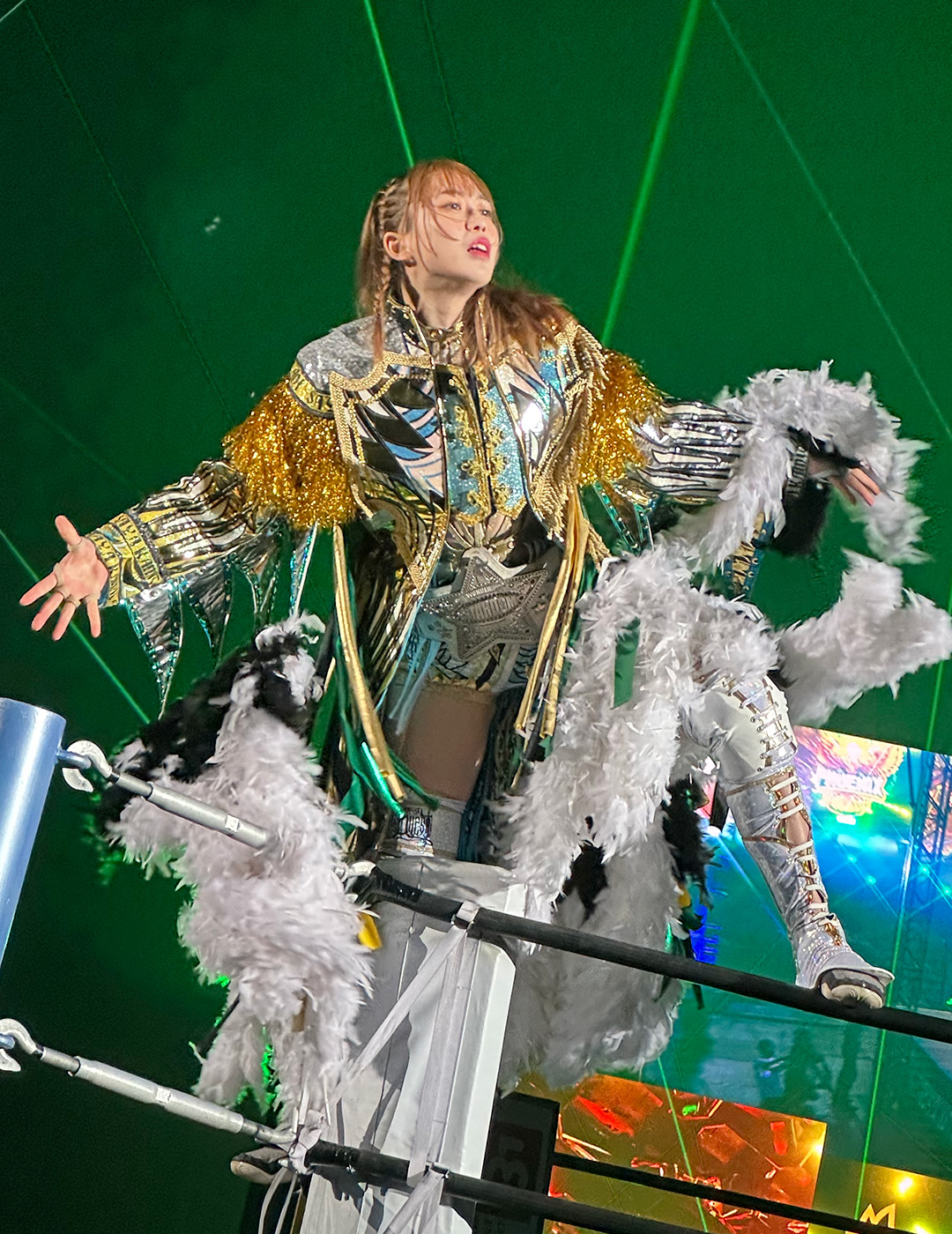
Kamitani em 2022.

No Stardom Nagoya Supreme Fight, em 29 de janeiro de 2022, Kamitani defendeu com sucesso o Wonder of Stardom Championship contra Mirai. No Stardom Cinderella Journey, em 23 de fevereiro, ela defendeu o título novamente com sucesso contra Natsupoi. Na primeira noite do Stardom World Climax 2022, em 26 de março, ela defendeu o título contra Utami Hayashishita, e na segunda noite, em 27 de março, novamente contra Tam Nakano. No Torneio Stardom Cinderella 2022, ela empatou contra Maika na segunda rodada, em 10 de abril. No Stardom Golden Week Fight Tour, em 5 de maio de 2022, ela defendeu com sucesso o Wonder of Stardom Championship contra Maika. No Stardom Flashing Champions, em 28 de maio de 2022, defendeu novamente contra Mirai. No Stardom Fight in the Top, em 26 de junho de 2022, Kamitani fez equipe com AZM e Utami Hayashishita em uma das primeiras lutas em jaula de aço da Stardom, onde perderam para Stars (Mayu Iwatani, Koguma e Hazuki). No Mid Summer Champions in Tokyo, o primeiro evento da série Stardom Mid Summer Champions, realizado em 9 de julho de 2022, Kamitani defendeu o "white belt" mais uma vez contra Starlight Kid. No Mid Summer Champions in Nagoya, o último evento da série, em 24 de julho, ela defendeu o título contra Saki. No Stardom in Showcase vol.1, em 23 de julho de 2022, Kamitani competiu em uma luta triple threat de caixão contra Starlight Kid e Yuu, que venceu após se revelar ao remover uma "fantasia de ceifador". No Stardom x Stardom: Nagoya Midsummer Encounter, em 21 de agosto de 2022, ela derrotou Himeka para reter o Wonder of Stardom Championship. Kamitani estava originalmente programada para defender contra Kairi, mas esta se retirou de última hora devido a problemas com COVID. Na edição de 2022 do 5 Star Grand Prix, realizada entre 30 de julho e 1 de outubro, Kamitani competiu no bloco "Blue Stars" e acumulou um total de 14 pontos. No Hiroshima Goddess Festival, em 3 de novembro de 2022, Kamitani defendeu com sucesso o Wonder of Stardom Championship contra Mina Shirakawa. No Stardom Gold Rush, em 19 de novembro de 2022, Kamitani teve um empate por tempo limite contra Kairi em uma luta pelo Wonder of Stardom Championship. No Historic X-Over, evento co-promovido com a NJPW em 20 de novembro de 2022, Kamitani fez equipe com suas companheiras AZM e Lady C para derrotar Donna Del Mondo (Himeka, Mai Sakurai e Thekla). No Stardom in Showcase vol.3, em 26 de novembro de 2022, Kamitani participou de uma luta cômica four-way vencida por Lady C, que também envolveu Himeka e Momo Kohgo. No Stardom Dream Queendom 2022, em 29 de dezembro, Kamitani derrotou Haruka Umesaki para reter o Wonder of Stardom Championship.
No Triangle Derby I, Kamitani fez equipe com suas companheiras de grupo Utami Hayashishita e AZM, somando um total de nove pontos no bloco A, o que não foi suficiente para se classificar para a final. Na noite final, ela defendeu com sucesso o Wonder of Stardom Championship contra Hazuki. No Stardom Supreme Fight 2023, em 4 de fevereiro, Kamitani conseguiu mais uma defesa bem-sucedida do título, desta vez contra Momo Watanabe. No Stardom in Showcase vol.4, em 26 de fevereiro de 2023, ela fez equipe com Utami Hayashishita e Miyu Amasaki e competiu sem sucesso em uma luta triple threat de duplas vencida por Stars (Mayu Iwatani, Hazuki e Koguma) e que também envolveu Oedo Tai (Natsuko Tora, Starlight Kid e Momo Watanabe). No Torneio Stardom Cinderella 2023, Kamitani empatou contra Mayu Iwatani na primeira rodada. Em 23 de abril de 2023, no All Star Grand Queendom, Kamitani perdeu o Wonder of Stardom Championship para Mina Shirakawa, encerrando seu reinado em 480 dias, com um recorde de 15 defesas de título bem-sucedidas. No Stardom Fukuoka Goddess Legend, em 5 de maio de 2023, ela fez equipe com Utami Hayashishita em uma derrota contra Donna Del Mondo (Giulia e Maika). No Stardom Flashing Champions 2023, em 28 de maio, fez equipe com Hayashishita e Hina para derrotar YoungOED (Starlight Kid, Ruaka e Rina). No Stardom Sunshine 2023, em 25 de junho, Kamitani fez equipe com todas as outras integrantes da Queen’s Quest – Utami Hayashishita, AZM, Miyu Amasaki, Lady C e Hina – para derrotar Natsuko Tora, Momo Watanabe, Saki Kashima, Starlight Kid, Ruaka e Rina, da Oedo Tai, em uma luta em uma jaula de aço onde a lutadora derrotada deveria deixar sua facção. No Stardom Mid Summer Champions 2023, em 2 de julho, ela fez equipe com Hayashishita, AZM e Lady C para derrotar Stars (Koguma, Mayu Iwatani, Momo Kohgo e Hanan). Kamitani competiu no 5 Star Grand Prix 2023, mas teve que se retirar do torneio após sofrer uma luxação legítima no cotovelo durante sua primeira luta contra Tam Nakano, em 23 de julho. Kamitani fez seu retorno em 28 de novembro ao lado de sua parceira de dupla AphrOditE, Utami Hayashishita, que também estava afastada por lesão. No Nagoya Big Winter, em 2 de dezembro, AphrOditE conquistou o vago Goddesses of Stardom Championship ao derrotar Divine Kingdom (Maika e Megan Bayne). No Stardom Dream Queendom 2023, em 29 de dezembro, Kamitani e Hayashishita defenderam com sucesso os títulos de duplas contra XL (Natsuko Tora e Momo Watanabe).

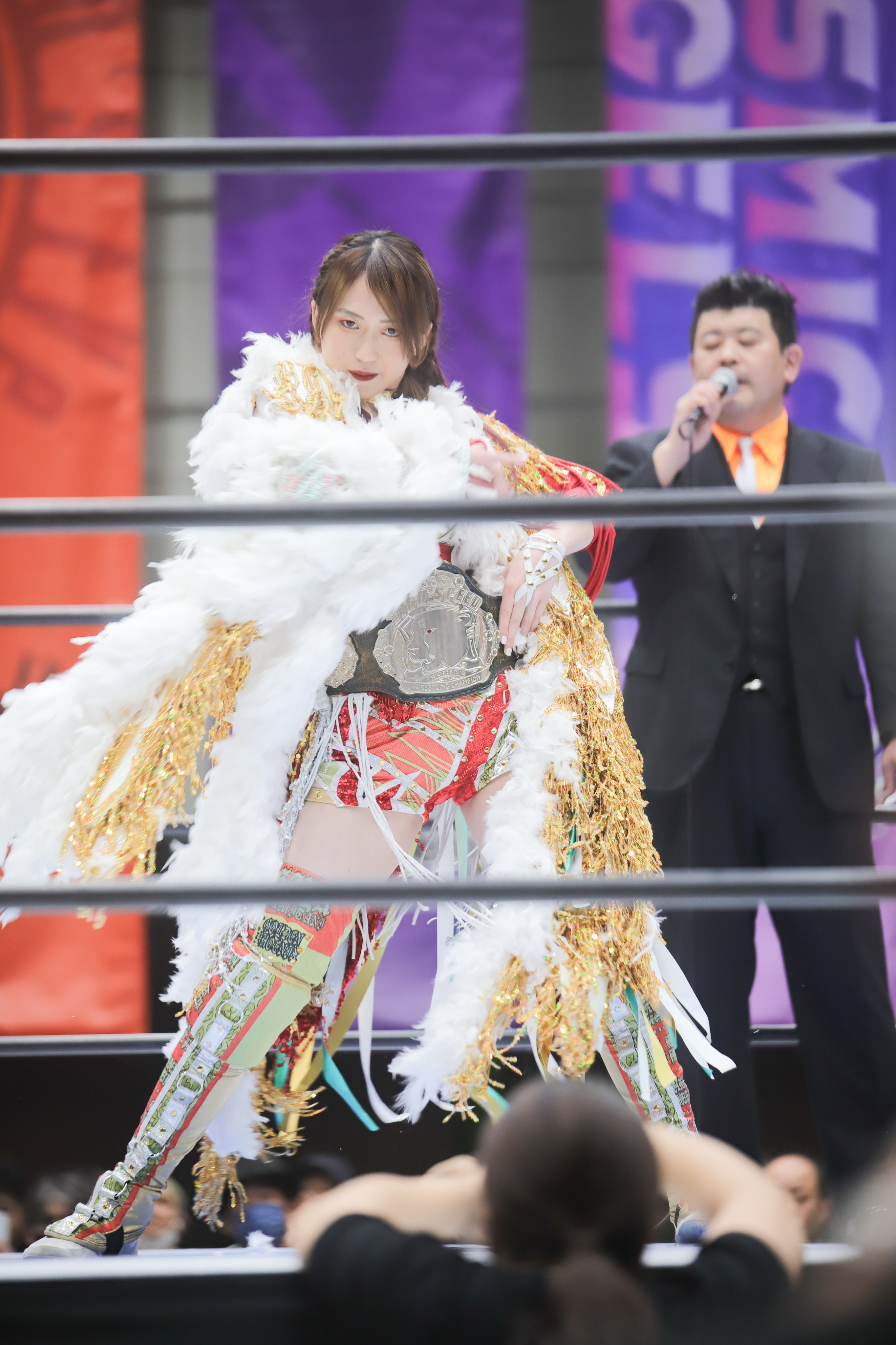
Kamitani em 2023.

No Stardom New Year Stars 2024, em 3 de janeiro, Kamitani fez equipe com Hayashishita e AZM e empatou contra Suzu Suzuki, Megan Bayne e Mei Seira na primeira rodada do torneio Triangle Derby II. No Ittenyon Stardom Gate, em 4 de janeiro de 2024, Kamitani, Hayashishita e AZM derrotaram God's Eye (Mirai, Ami Sohrei e Saki Kashima). No Stardom Supreme Fight 2024, em 4 de fevereiro, Kamitani desafiou Maika pelo World of Stardom Championship, mas não teve sucesso. Em 30 de março de 2024, Kamitani e Hayashishita perderam o Goddesses of Stardom Championship para Crazy Star (Suzu Suzuki e Mei Seira). No Stardom American Dream 2024, ela fez equipe com AZM e Camron Branae em uma luta perdida contra Black Desire (Momo Watanabe e Starlight Kid) e Stephanie Vaquer. No Stardom All Star Grand Queendom 2024, em 27 de abril, Kamitani conquistou o High Speed Championship ao derrotar Saki Kashima em uma luta four-way que também envolveu Saya Iida e Fukigen Death. No Stardom Flashing Champions 2024, em 18 de maio, Kamitani defendeu com sucesso o High Speed Championship contra Kashima. No Stardom The Conversion, em 22 de junho de 2024, Kamitani fez equipe com o restante da Queen’s Quest – AZM, Lady C, Hina e Miyu Amasaki – mas perdeu para Oedo Tai (Natsuko Tora, Thekla, Rina, Momo Watanabe e Ruaka) em uma luta de eliminação de dez mulheres. De acordo com a estipulação, como Kamitani foi a última eliminada, AZM, Hina, Lady C e Amasaki foram obrigadas a deixar a Queen’s Quest, tornando Kamitani a única integrante da facção por um tempo.

#### H.A.T.E. (2024–presente)

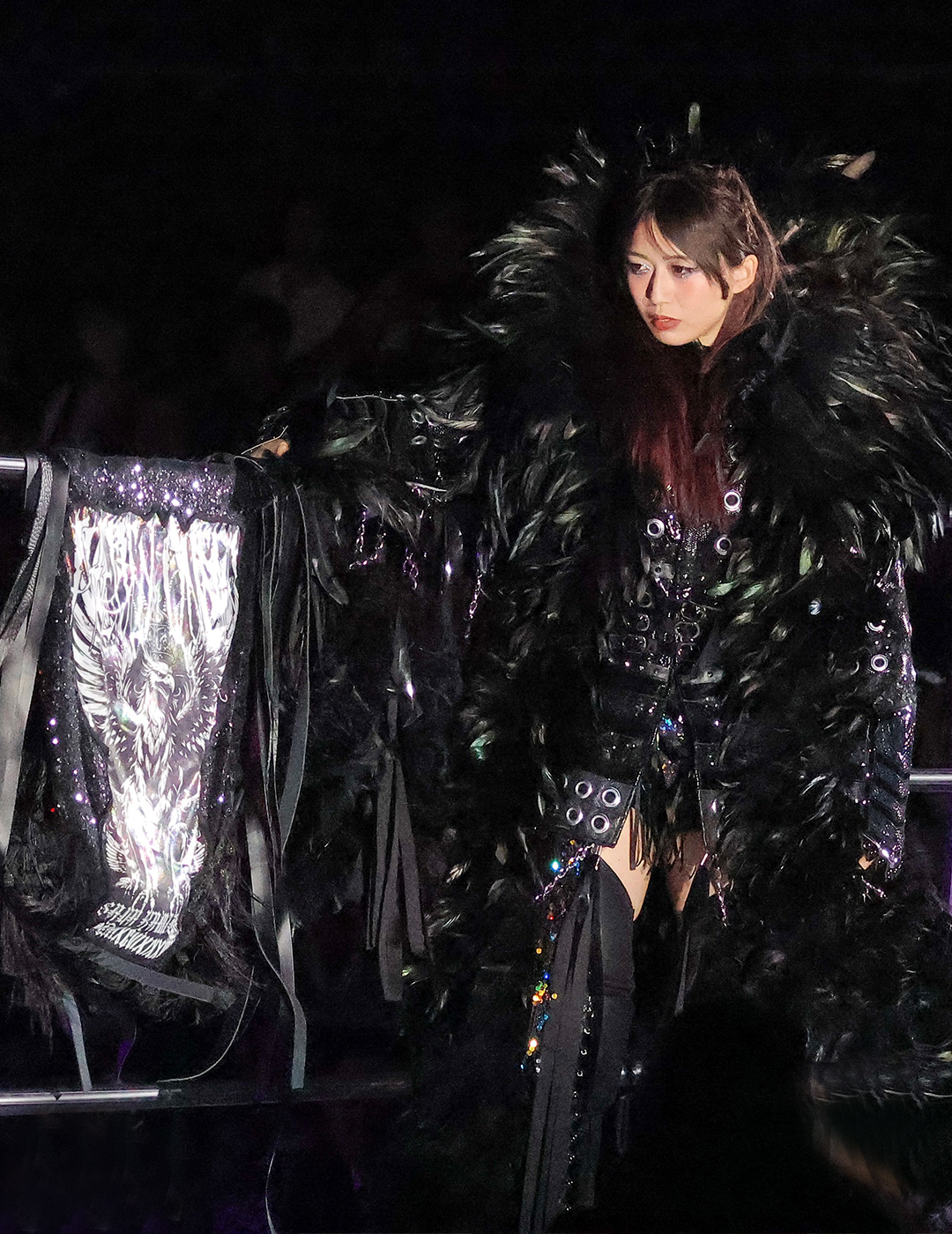
Kamitani em 2024 como membro do H.A.T.E.

Na segunda noite do Stardom Sapporo World Rendezvous, em 28 de julho de 2024, Kamitani virou heel ao atacar Maika, permitindo que Tora conquistasse a vitória e o World of Stardom Championship. Após o combate, Kamitani declarou a dissolução da Queen’s Quest e se uniu a Tora e ao restante das integrantes da Oedo Tai. Em seguida, Tora anunciou a dissolução da Oedo Tai e a formação de uma nova facção chamada H.A.T.E. Em 29 de dezembro, no Stardom Dream Queendom, Kamitani derrotou Tam Nakano e conquistou o World of Stardom Championship pela primeira vez.

### Pro Wrestling Wave (2024)
Kamitani competiu na edição de 2024 do torneio Catch the Wave, a maior competição anual da Pro Wrestling Wave, semelhante ao 5Star Grand Prix da Stardom. Ela liderou o Bloco A com quatro pontos após enfrentar Risa Sera, Yuko Sakurai e Nanami. Em seguida, venceu uma luta de desempate contra Sera, que também terminou o bloco com quatro pontos. Kamitani derrotou Itsuki Aoki nas semifinais e Kohaku na final para vencer toda a competição.

### New Japan Pro Wrestling (2021–presente)

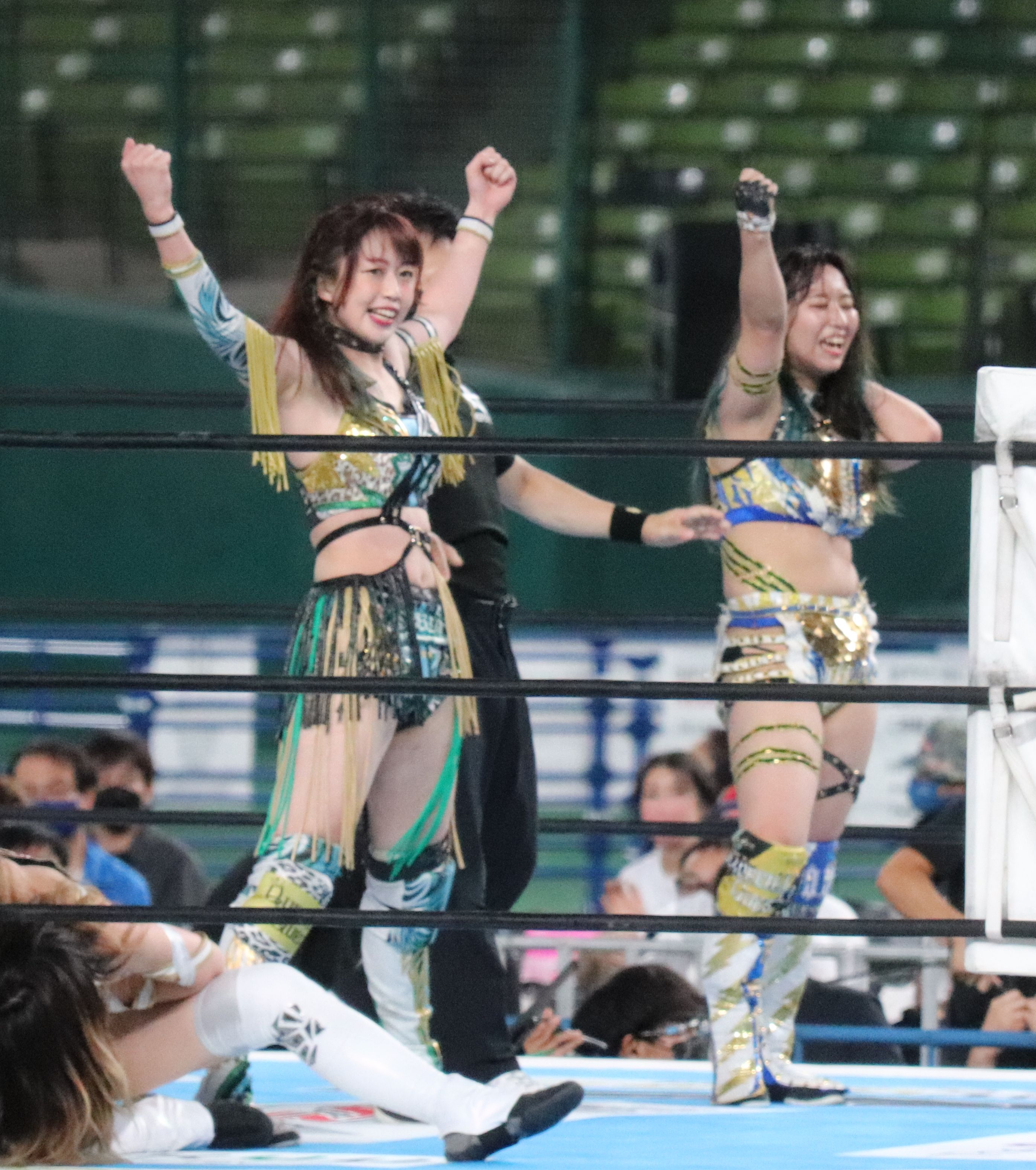
Kamitani (esquerda) com Momo Watanabe (direita) após sua vitória no Wrestle Grand Slam in MetLife Dome em 4 de setembro de 2021.

Kamitani frequentemente compete em lutas de exibição organizadas pela NJPW em parceria com a Stardom. Em 5 de janeiro de 2021, na segunda noite do Wrestle Kingdom 15 da New Japan Pro-Wrestling (NJPW), ela fez sua primeira aparição na NJPW, onde, ao lado de AZM e Utami Hayashishita, derrotou Himeka, Maika e Natsupoi em uma luta dark. No Wrestle Grand Slam no MetLife Dome, Kamitani competiu em ambas as noites, primeiro em 4 de setembro de 2021, quando fez equipe com Momo Watanabe para derrotar Lady C e Maika, e depois em 5 de setembro, onde novamente se juntou a Watanabe, desta vez em uma luta perdida contra Giulia e Syuri, da Donna Del Mondo.

## Outras mídias
Em 2014, Kamitani participou dos dançarinos de apoio do EXILE. Ela também tem experiência como dançarina de bastidores da Team A.

## Títulos e prêmios
- ESPN
  - ESPN a colocou em #22ª dos 30 melhores lutadores profissionais com menos de 30 anos em 2023[68]
- Pro Wrestling Illustrated
  - PWI a colocou na #7ª posição das 150 melhores lutadoras individuais no PWI Women's 150 em 2022[69]
  - PWI a colocou na #20ª posição das 100 melhores duplas no PWI Tag Team 50 em 2020 com AZM, Momo Watanabe e Utami Hayashishita[70]
- Pro Wrestling Wave
  - Wave Single Championship (1 vez, atual)[71]
  - Catch the Wave (2024)
- World Wonder Ring Stardom
  - Goddesses of Stardom Championship (2 vezes) – com Utami Hayashishita[10]
  - High Speed Championship (1 vez)
  - Wonder of Stardom Championship (1 vez)
  - World of Stardom Championship (1 vez, atual)
  - Torneio Cinderella (2021)[16]
  - Rookie of Stardom (2019)[1]
  - Prêmio 5★Star GP (1 vez)
    - Prêmio 5★Star GP de Melhor Luta do Blue Stars (2022) vs. Suzu Suzuki em 11 de setembro[72]

  - Prêmios de Fim de Ano da Stardom (3 vezes)
    - Prêmio de Melhor Dupla (2020) com Utami Hayashishita[73]
    - Prêmio de Mais Técnica (2021)[74]
    - Prêmio de Desempenho Extraordinário (2022)[75]